# Bacalhau à Zé do Pipo
Bacalhau à Zé do Pipo (littéralement « bacalhau à la Zé do Pipo ») est un plat à base de morue (bacalhau) courant au Portugal. Il s'agit d'un plat cuit au four, composé de plusieurs couches de bacalhau (préalablement bouilli dans du lait), d'oignons (ou de cornichons), de purée de pommes de terre avec un soupçon de noix de muscade moulue et de mayonnaise. Bien que la mayonnaise ne soit pas traditionnellement utilisée dans la cuisine portugaise, elle est considérée comme typique dans ce plat. Il est généralement garni d'olives et/ou de poivrons.
La recette est originaire de Porto et porte le nom de son créateur, Zé do Pipo, qui possédait un célèbre restaurant dans cette ville dans les années 1960. Il a remporté un concours gastronomique national avec ce plat principal, ce qui a incité de nombreux restaurants à l'adopter dans leurs menus et l'a popularisé dans tout le pays jusqu'à aujourd'hui.